# Będogoszcz
Będogoszcz (niem. Klausdamm i Sackhausen) – zniesiona nazwa osady w Polsce położona w województwie zachodniopomorskim, w powiecie gryfińskim, w gminie Stare Czarnowo.
W latach 1975–1998 miejscowość administracyjnie należała do województwa szczecińskiego.
Nazwa miejscowości została zniesiona z 2022 r.